# La Tribune
La Tribune – francuski tygodnik ekonomiczny.

## Charakterystyka
Został założony w 1985 roku przez Bruno Berteza jako dziennik. W 2012 zostało kupione przez wydawnictwa France Economie Régions i Hi-Média i przekształcone w tygodnik. Jako dziennik w ostatnich miesiącach La Tribune miała nakład na poziomie 75,000 egzemplarzy. La Tribune wcześniej należało do LVMH producenta dóbr luksusowych, m.in. torebek Louis Vuitton. W 2019 roku ogłoszono nową formułę gazety polegającą przede wszystkim na koncentracji na gospodarce regionalnej, tygodnik posiada kilka lokalnych redakcji. W 2019 roku gazeta zatrudnia 85 pracowników, w tym około czterdziestu etatowych dziennikarzy i miała obroty na poziomie 10 mln euro z dodatnim wynikiem operacyjnym (+6%). Jednak nie jej sprzedaż była głównym źródłem dochodów a organizacja eventów – targów i konferencji gospodarczych (40%), następnie reklamy w wersji drukowanej i w internecie (35%). Sprzedaż samego pisma przynosiła jedynie 25% dochodu. Dystrybucja tygodnika opiera się przede wszystkim na prenumeracie, a jej poziom według deklaracji wydawcy (pismo nie jest liczone przez ACPM), to 12,000 egzemplarzy. Sprzedaż uliczna waha się od 2 do 5 tysięcy. Tygodnik dostępny jest również w największej francuskiej platformie prasowej Cafeyn. Główna redakcja La Tribune znajduje się w Paryżu. W przeszłości przez wiele lat dziennik La Tribune był głównym konkurentem „Les Echos”.
Papierowe wydanie „La Tribune” w 2022 roku podzielone było na cztery działy:
- Ekonomia;
- Przedsiębiorstwa;
- Dane;
- Regiony.

Z czego ponad połowę z 83 stron zajmował dział Regiony.